# Sluchová pomůcka

Ucho

Kompenzační pomůcky pro osoby se sluchovým postižením jsou pomůcky umožňující předání příslušné informace pomocí zvuku. Zvukem se rozumí každé mechanické vlnění v látkovém prostředí, které je schopno vyvolat v lidském uchu sluchový vjem. Existují i jiné kompenzační pomůcky, které podávají informaci jinak než pomocí zvuku, používají vizuální nebo jiný charakter přenosu informace. Sluchové kompenzační pomůcky užívají osoby se sluchovým postižením, tedy osoby které během života nebo již od narození trpí úplnou nebo částečnou hluchotou. Jedná se o osoby neslyšící a nedoslýchavé.
Základní kompenzační pomůcky (sluchadla) fungují na principu přenosu informace vzduchem nebo kostním skeletem, přičemž oba způsoby se mohou dít současně. Sluchadla jsou analogová nebo digitální. Výběr typu sluchadla obstarávají lékařská pracoviště na základě naměřených hodnot a testů.

## Kompenzační pomůcky při poslechu zvuku

### Sluchadla
- Závěsná sluchadla- Klasický “rohlík” za ucho. Jsou cenově dobře dostupná a vyhovují pro běžné situace, dokud se nedoslýchavý nedostane do rušné ulice apod.

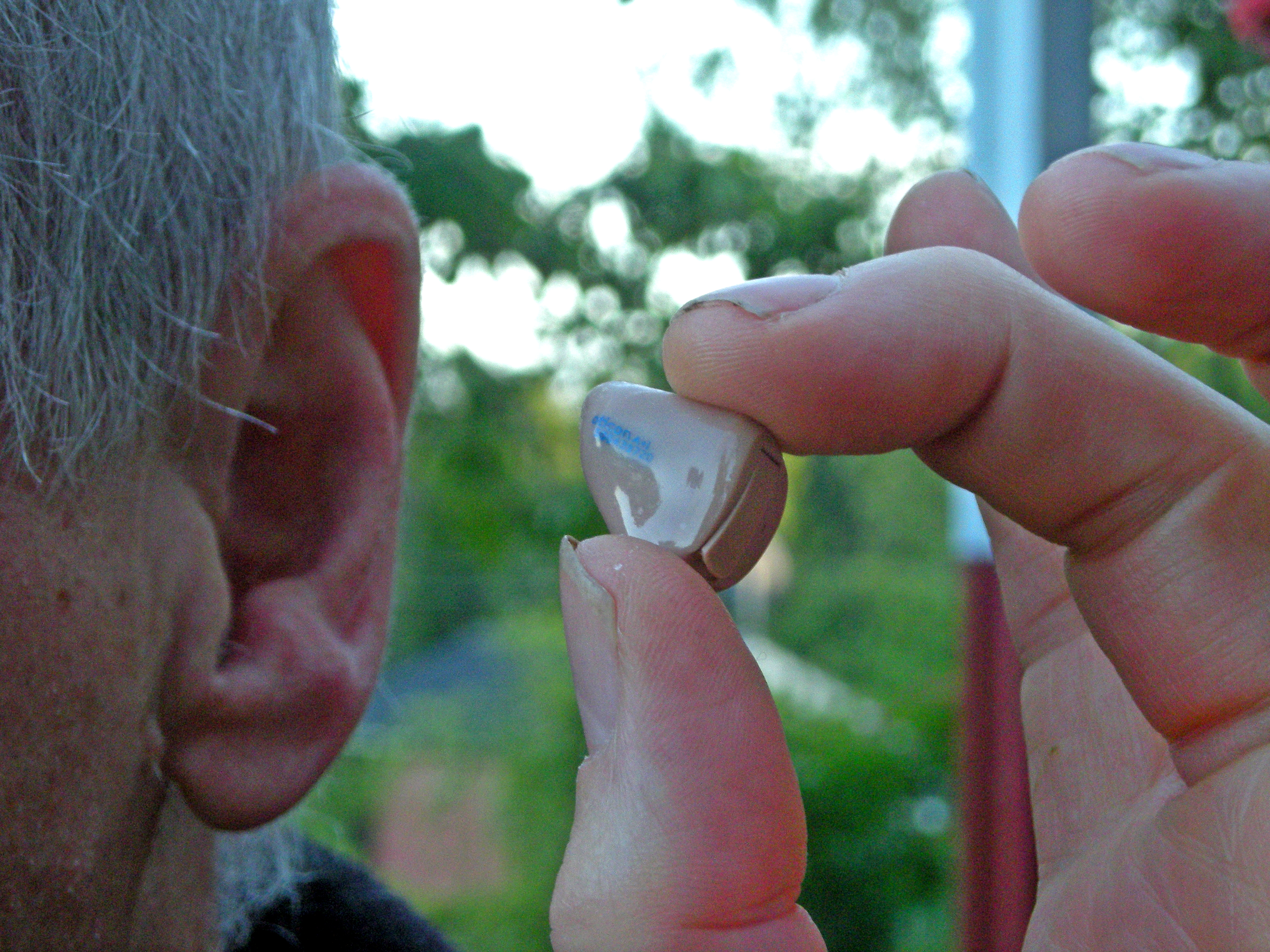
Zvukovodové sluchadlo

- Krabičková sluchadla- nyní se používají pouze u malých dětí. Mají nevýhodu, a to tu, že všude jsou drobné kabely, které se snadno poškodí. Na druhou stranu jsou spolehlivá a mají velmi dobře viditelné ovládací prvky.[4]
- Brýlová sluchadla- kombinovaná pomůcka na zrak i sluch.[4]
- Zvukovodová sluchadla- největší je boltsové a nejmenší je CIC, které nalezneme ve zvukovodu.[4] Nehodí se pro těžké ztráty sluchu nebo jiné zdravotní problémy. Neobsahuje žádné kabely ani hadičky, jsou přizpůsobeny každému dle potřeby, je uloženo v uchu a dobře drží.
- Příslušenství- baterie do sluchadel, zkoušečky na baterie, ušní tvarovky a koncovky, hadičky a drobné kabely.

### Sluchadla BAHA
Sluchadla BAHA neboli sluchadla na kostní vedení. Funkcí shodná se sluchadly krabičkovými nebo závěsnými, ale místo reproduktorů používají vibrátory, které jsou přitlačovány brýlovými stranicemi nebo pružinou na kost.

### Kochleární implantát

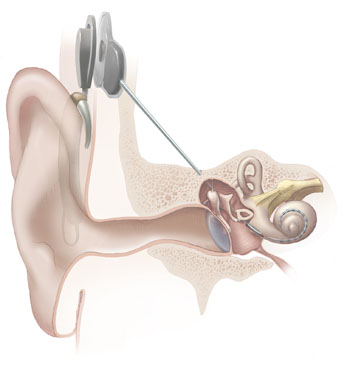
Kochleární implantát

Kochleární implantát určen osobám s těžkou sluchovou vadou. Zprostředkovává elektronické vzruchy přímo uvnitř sluchového nervu uvnitř hlemýždě, kde nahrazuje vláskové buňky. Určený lidem s těžkým sluchovým postižením nebo zcela neslyšícím. Kochleární implantát by se měl voperovat v co nejnižším věku dítěte, obecně se ale provádí do 6 let věku.

### Sluchadlo VORP
Sluchadlo VORP podobné jako u kochleárního implantátu, avšak vibrační cívka je upevněna na kovadlinku ve středním uchu. V ČR není tato metoda schválena.

### Ostatní kompenzační pomůcky při poslechu zvuku
- indukční smyčka
- bezdrátová sluchátka
- zesílený telefon
- osobní zesilovač

## Pomůcky pro vizuální komunikaci
- fax, psací telefon
- počítač, internet
- audiovizuální technika

## Signalizace pro neslyšící i nedoslýchavé uživatele
- signalizace bytového a domovního zvonku
- signalizace zvuků, pláče dítěte, zvonění telefonu, apod.
- signalizace času